# Canarias7
Canarias7 és un diari editat a Las Palmas de Gran Canaria, illa de Gran Canària, Illes Canàries, Espanya, d'àmbit regional. El seu primer número va aparèixer el 2 d'octubre de 1982. Es va consolidar sota la direcció del periodista Josep Lluís Torró, que va estar al front del medi des del 1984 fins al 1997. El novembre de 1995 va aparèixer la seva versió digital, sent un dels primers diaris espanyols presents a Internet. L'abril de 2005 va canviar completament el seu disseny, publicant-se íntegrament en color des d'aquesta data.